# حشره سنک
حشره سنک یا سنک، نوعی از حشرات است که به گروهی از حشرات کوچک با بدن‌های نرم و بال‌هایی که به‌طور معمول شفاف هستند، اشاره دارد. این حشرات به دلیل کوچک بودن و ظاهرشان معمولاً به عنوان سنک شناخته می‌شوند.

## محل تجمع
سنک‌ها معمولاً در محیط‌های مرطوب مانند کنار رودخانه‌ها، دریاچه‌ها، یا در نزدیکی منابع آب زندگی می‌کنند و برخی از آن‌ها به صورت لاروی در آب‌ها زندگی می‌کنند. این حشرات در دوران بلوغ به سمت نور جذب می‌شوند و می‌توان آن‌ها را در شب‌ها نزدیک به منابع نور مشاهده کرد.